# Tomba de Darios el Gran
La Tomba de Darios el Gran és una de les quatre tombes dels reis aquemènides a l'antiga ciutat de Naqsh-e Rostam, situada a uns 12 quilòmetres al nord-oest de Persèpolis, a l'Iran. Totes estan a una altura considerable sobre el nivell del sòl.

## Tomba

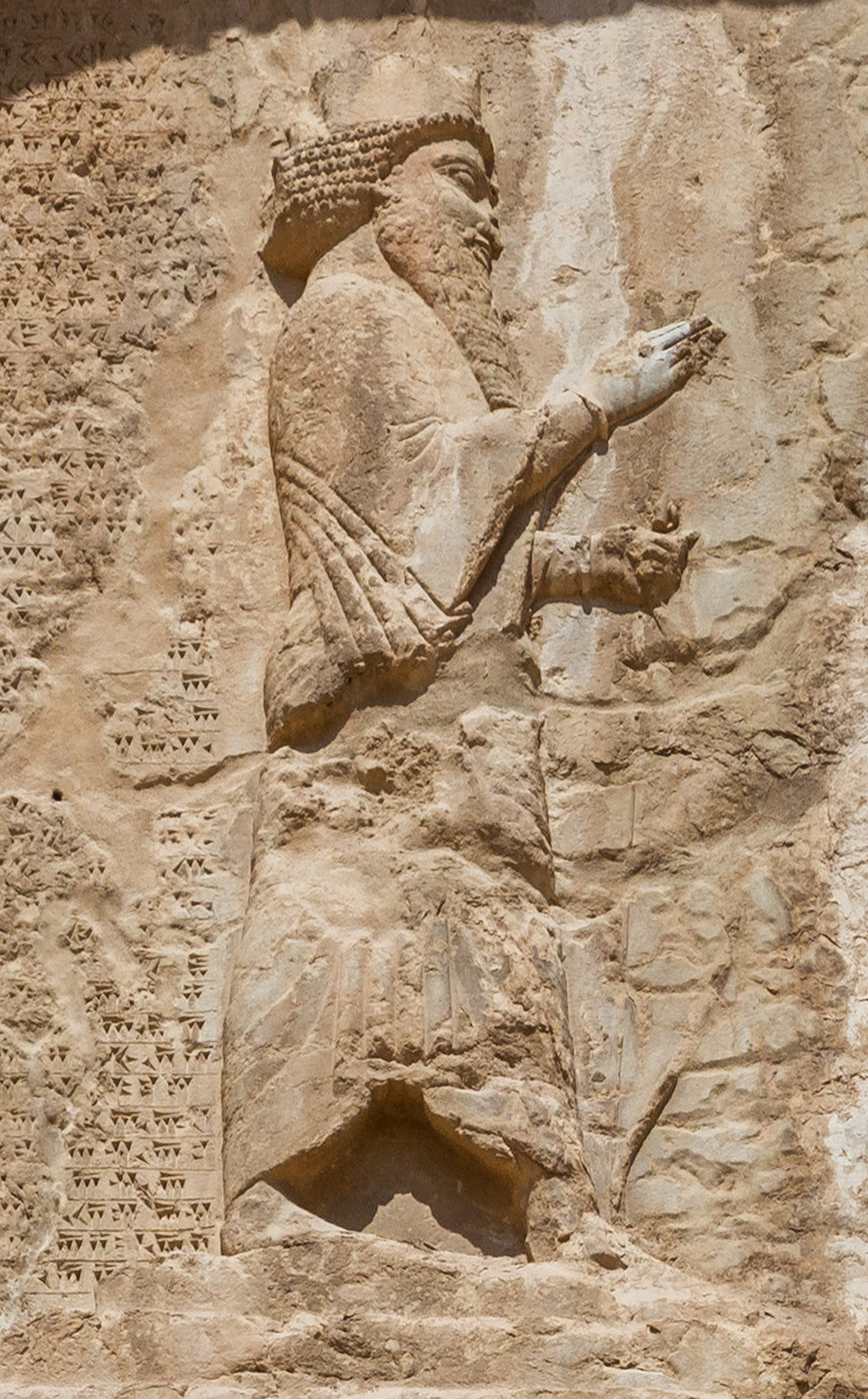
Talla de Darios el Gran en la tomba

Una de les tombes està identificada per una inscripció com la tomba de Darios el Gran (r. 522-486 abans de la nostra era). Sembla que les altres tres tombes són les de Xerxes I de Pèrsia (r. 486-465 ae), Artaxerxes I (r. 465-424 ae) i Darios II (r. 423-404 ae); la cinquena tomba (incompleta) podria ser la d'Artaxerxes III (r. 358-338 ae) o la del darrer rei aquemènida, Darío III de Pèrsia (r. 336-330 ae). Les tombes foren espoliades després de la conquesta de Pèrsia per Alexandre el Gran.(1)

## Inscripcions

### Inscripció DNa
A la cantonada superior esquerra de la façana de la seua tomba hi ha una inscripció de Darios el Gran, datada del 490 ae, i denominada generalment Inscripció DNa (Darius Naqsh-i Rostam inscripció a), que esmenta les seues conquestes i èxits. Igual que altres inscripcions de Darios el Gran, s'enumeren clarament els territoris controlats per l'Imperi persa aquemènida (que arribà al màxim territorial sota el mandat de Darios el Gran).

### Inscripció DNe

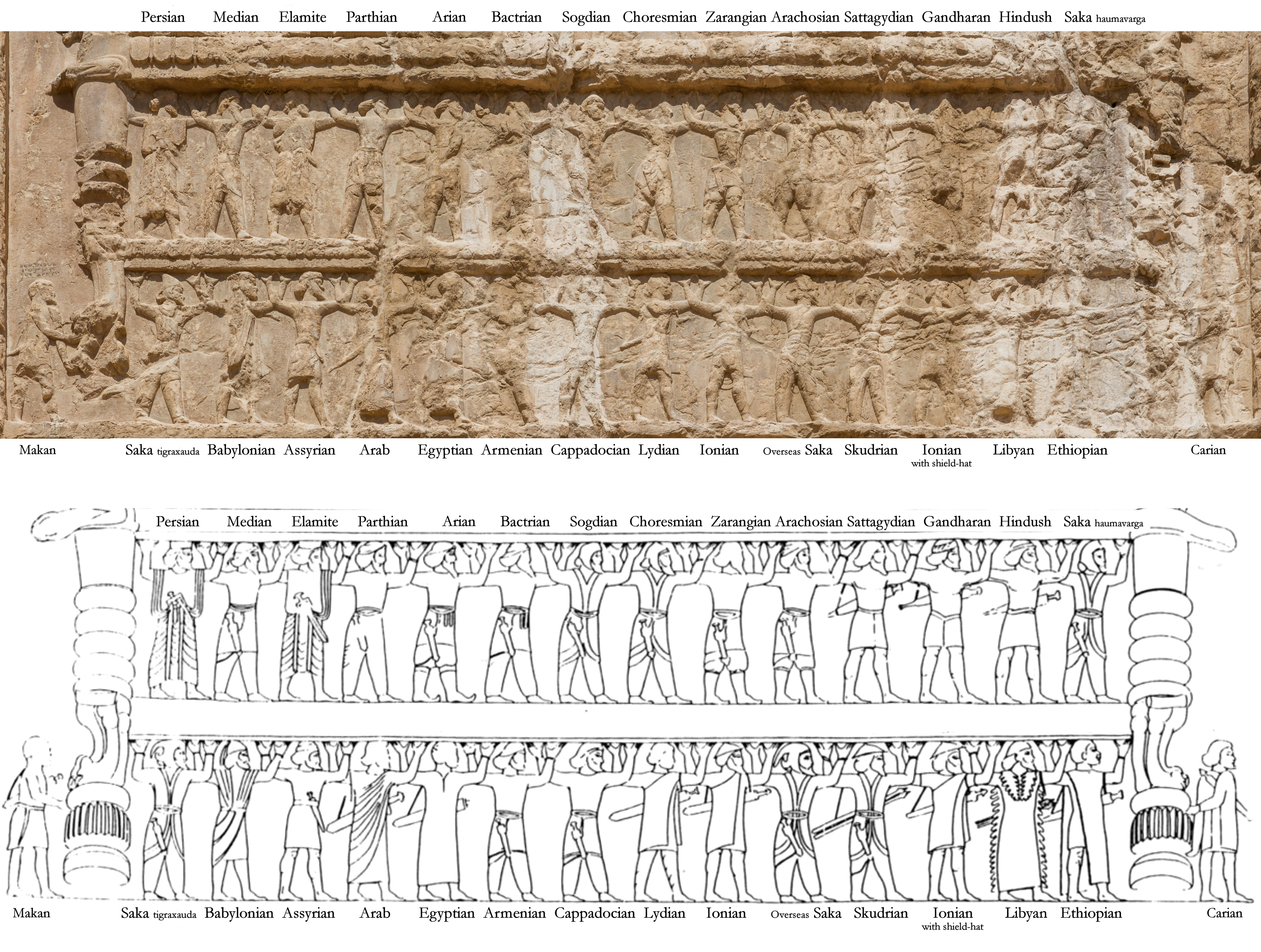
Ètnies de l'Imperi persa aquemènida representades en la tomba de Darios el Gran. Les nacionalitats esmentades en la Inscripció DNa també estan representades en els registres superiors de totes les tombes de Naqsh-e Rostam, començant per la de Darios el Gran. Les ètnies de la tomba de Darios el Gran tenen frisos trilingües a sobre, conegudes col·lectivament com a DNe inscription; un dels frisos millor conservats és el de Xerxes I

Les nacionalitats esmentades en la Inscripció DNa també estan representades en els registres superiors de totes les tombes de Naqsh-e Rostam (començant per la tomba de Darios el Gran), com un grup de 30 soldats aquemènides que vesteixen robes nadiues i duen armes mentre sostenen la plataforma on es troba el Rei dels reis adorant Ahura Mazda, la màxima deïtat del zoroastrisme. El fris de Xerxes I es conserva prou bé.
Els 30 soldats de la tomba de Darios el Gran tenen etiquetes trilingües per a identificar-los ètnicament, conegudes com a DNe inscription (Darios Naqsh-i Rostam inscripció "e") en els estudis. Un dels últims governants de la dinastia aquemènida, Artaxerxes II (r. 404-358 ae), també utilitza els mateixos registres sobre els soldats representats en la seua tomba de Persèpolis. Es coneixen col·lectivament com a Inscripció A2Pa. La inscripció identifica l'ètnia dels 30 soldats:
| «                                             | #𐎡𐎹𐎶𐏐𐎱𐎠𐎼𐎿 (iyam\Pārsa) Aquest és un persa 1. 𐎡𐎹𐎶𐏐𐎶𐎠𐎭 (iyam\Mâda) Aquest és un mede 2. 𐎡𐎹𐎶𐏐𐎢𐎺𐎹 (iyam\Uvja) Aquest és un elamita 3. 𐎡𐎹𐎶𐏐𐎠𐎰𐎢𐎾𐎡𐎹 (iyam\Āthūriyā) Aquest és un assiri | » |
| — Inscripció DNe de Darios el Gran (extracte) | |   |

Les nacionalitats dels soldats representats en els relleus i esmentats en les etiquetes individuals de la inscripció DNe són, d'esquerra a dreta, maka, persa, meda, elamita, part, ària, bactriana, sogdiana, coràsmia, drangiana, aracosiana, satagidiana, gandhara, hindustànica, saka (Haumavarga), saka (Tigraxauda), babilònica, assíria, àrab, egípcia, armènia, capadociana, lídia, jònica, saka «més enllà de la mar», skudra (Tràcia), macedònica, líbia, nubiana i cària.